# Apophua formosana
Apophua formosana là một loài tò vò trong họ Ichneumonidae.